# Nivelle (Nord)
Nivelle ist eine französische Gemeinde im Département Nord in der Region Hauts-de-France. Sie gehört zum Kanton Saint-Amand-les-Eaux im Arrondissement Valenciennes.

## Geographie
Die Gemeinde Nivelle liegt an der kanalisierten Scarpe, kurz vor deren Mündung in die Schelde, vier Kilometer von der Grenze zu Belgien entfernt und 17 Kilometer nördlich von Valenciennes. Sie grenzt im Nordosten an Château-l’Abbaye, im Osten an Bruille-Saint-Amand, im Süden an Saint-Amand-les-Eaux, im Westen an Lecelles und im Nordwesten an Thun-Saint-Amand.

## Geschichte
Über die Vergangenheit von Nivelle ist wenig bekannt. Die Herausgeber der „Regesta Imperii“ glauben, dass König Karl der Kahle, als er im Jahr 847 dem Kloster Saint-Amand (Nord) zwei Mühlen in „Nigella“ schenkte, Nivelle meinte (Reg.Imp. I,2,1, 562), während die Herausgeber des „Regnum Francorum online“ glauben, dass mit „Nigella“ der Ort Noyelles-sur-Escaut gemeint ist (RFO D_Charles_II, 092).

## Bevölkerungsentwicklung
| Jahr                       | 1962 | 1968 | 1975 | 1982 | 1990 | 1999 | 2009 | 2020 |
| Einwohner                  | 1037 | 993  | 978  | 1011 | 1230 | 1187 | 1282 | 1361 |
| Quellen: Cassini und INSEE |      |      |      |      |      |      |      |      |

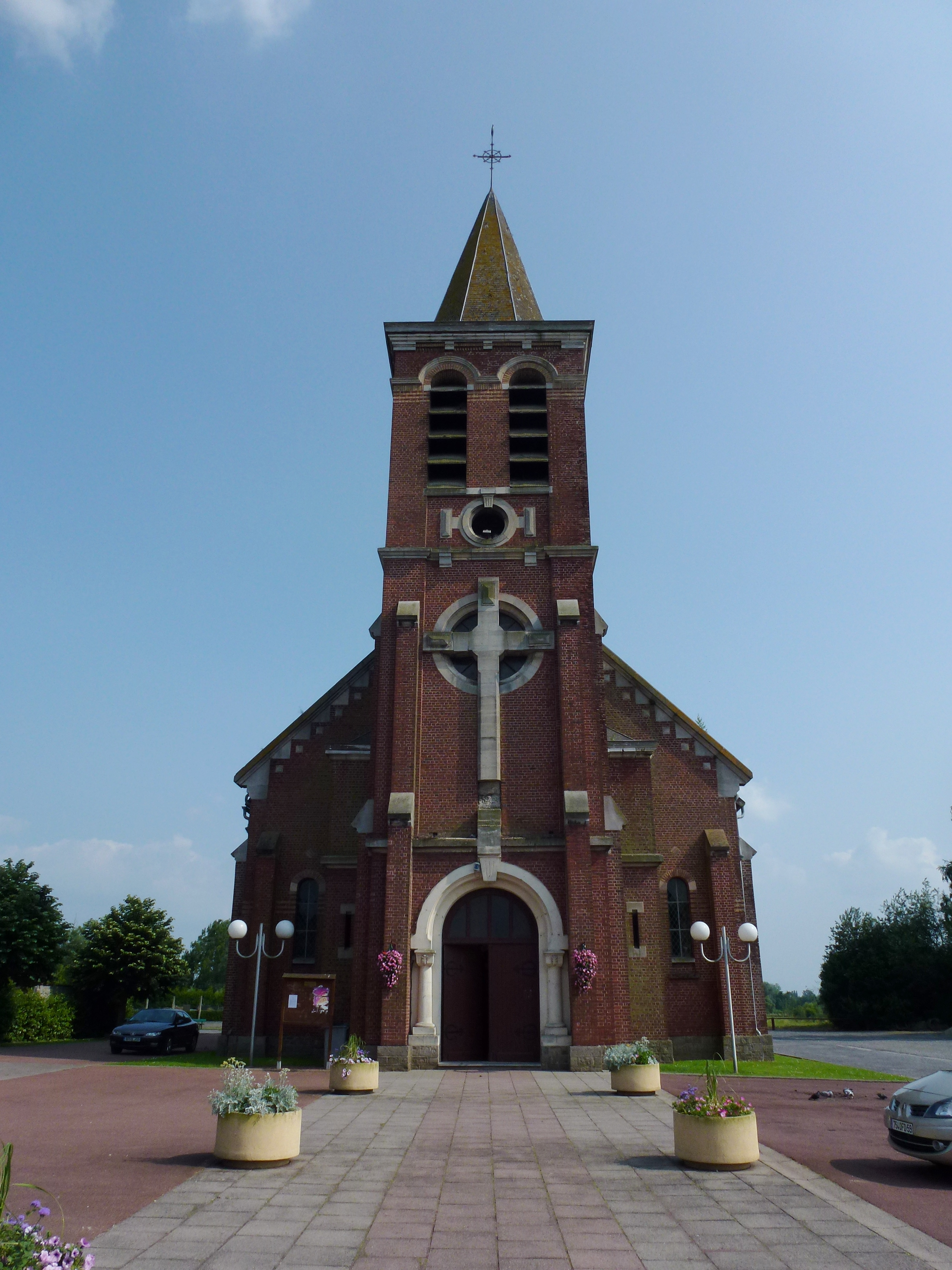
Kirche Sainte-Marie-Madeleine
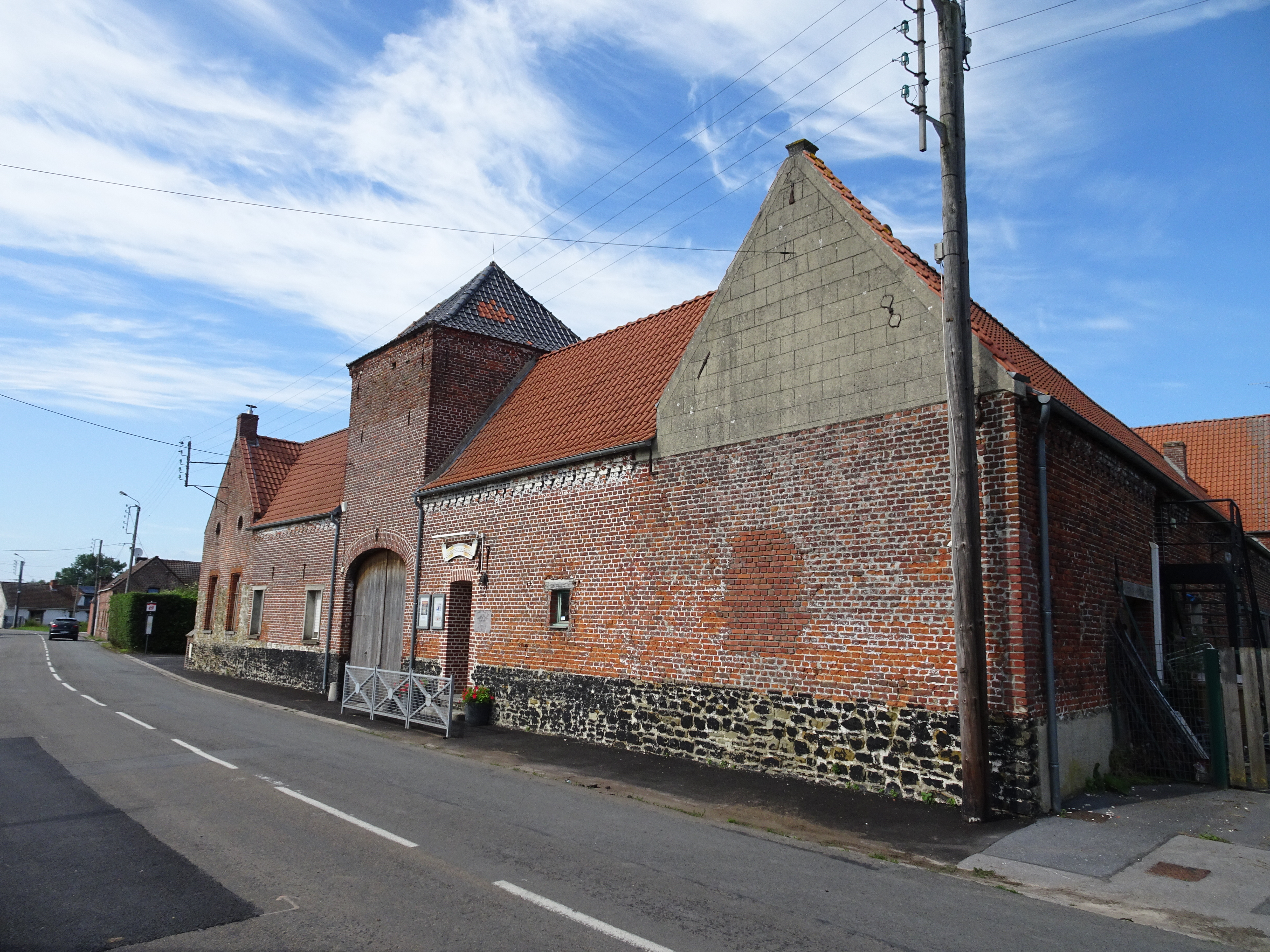
Theater
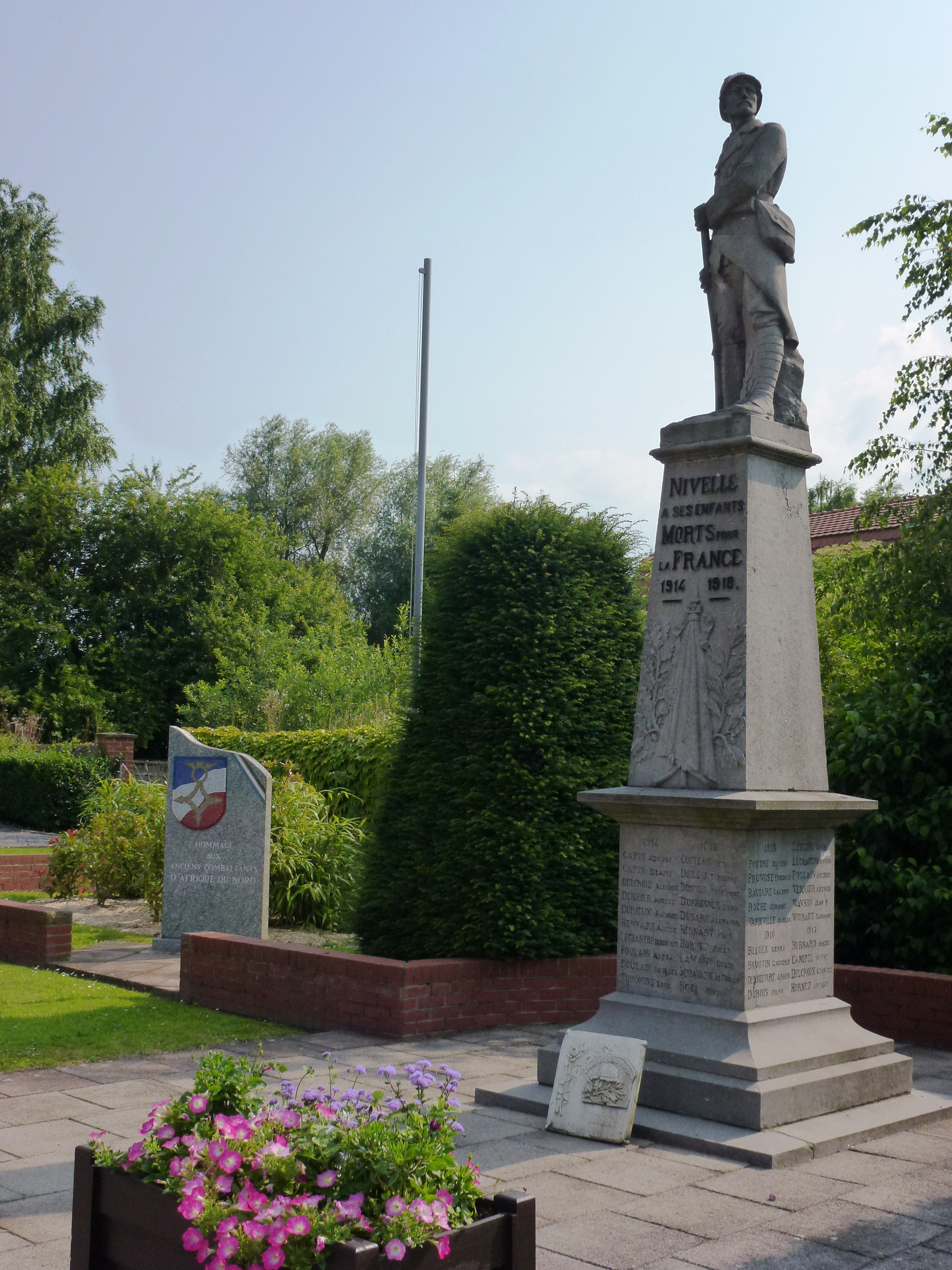
Gefallenendenkmal